# Willi Götz (Fußballspieler)
Willi Götz (* 20. September 1947) ist ein ehemaliger deutscher Fußballspieler.

## Karriere
Mit der Amateurmannschaft von Werder Bremen belegte Angreifer Willi Götz in der Saison 1969/70 unter Trainer Erich Hänel und neben Mitspielern wie Bernd Kugler, Klaus Müller und Walter Plaggemeyer den 5. Rang in der Amateurliga Bremen. Er wurde zur Runde 1970/71 gemeinsam mit Müller und Volker Schöttner in den Lizenzspielerkader des SV Werder aufgenommen.
Willi Götz absolvierte in der Saison 1970/71 fünf Spiele für den SV Werder Bremen in der Bundesliga. Sein Debüt gab er unter Trainer Robert Gebhardt am 2. Spieltag beim Auswärtsspiel gegen Kickers Offenbach. In seiner zweiten Bundesligasaison kam Götz zu sieben weiteren Bundesligaspielen, in denen er ohne Torerfolg blieb. So wechselte er in der laufenden Saison zum Ligarivalen Hannover 96, kam dort aber bis zum Saisonablauf nicht zum Einsatz. Er verließ Hannover und wechselte zum SV Meppen in die zweitklassige Regionalliga Nord. In 19 Ligaspielen erzielte er neun Tore. Im letzten Jahr der alten zweitklassigen Regionalliga, 1973/74, zeichnete sich der Angreifer in 33 Ligaspielen mit 13 Toren für Meppen aus. Er unterschrieb zum Start der neuen 2. Fußball-Bundesliga, 1974/75, einen Vertrag bei Olympia Wilhelmshaven und übersiedelte an den Jadebusen. Olympia spielte in der Nordstaffel der 2. Bundesliga. Götz gelangen an der Seite von Sturmpartnern wie Hans-Peter Gummlich, Claus Brune und Werner Schaar 36 Ligaeinsätzen 15 Ligatreffer, damit war er erfolgreichster Torschütze seines Teams. Trotz seiner Treffer konnte die Liga nicht gehalten werden, Olympia stieg ab und Götz wechselte zum Bundesligaabsteiger Wuppertaler SV. In Wuppertal erzielte er in seiner ersten Saison zwölf Treffer, in der zweiten legte er 16 Treffern an der Seite seines Sturmpartners Rainer Budde (23 Tore) nach. Wuppertal belegte unter Trainer Herbert Burdenski den dritten Tabellenplatz in der Abschlusstabelle der Saison 1976/77, somit wurde der Aufstieg knapp verpasst. Götz spielte noch bis November beim WSV, bevor er zu Bayer 05 Uerdingen wechselte. Uerdingen spielte mit den Wuppertalern in einer Liga. Götz spielte die angefangene Saison zu Ende, startete die neue Saison 1978/79 im Trikot von Bayer und beendete sie unter Trainer Horst Buhtz als Vizemeister. Er hatte in elf Spielen ein Tor an der Seite der Mitspieler Paul Hahn, Hans-Jürgen Wloka, Friedhelm Funkel, Franz Raschid, Wolfgang Lüttges und Jan Mattsson erzielt. Am 14. und 20. Juni 1979 fanden zwei Relegationsspiele zwischen den Gruppenzweiten aus der Süd- und Nordstaffel der 2. Bundesliga zur Ermittlung des dritten Aufsteigers in die Bundesliga statt. Im Hinspiel bei der SpVgg Bayreuth (1:1) wurde Götz in der 68. Minute eingewechselt. Beim Rückspiel in Uerdingen wurde der Angreifer in der 70. Spielminute beim Spielstand von 1:1 eingewechselt und erzielte in der 85. Minute den entscheidenden Treffer zum 2:1-Erfolg und damit zum Bundesligaaufstieg von Uerdingen.
Zur Runde 1979/80 spielte er im Trikot von SV Arminia Hannover. Für die Elf vom Stadion am Bischofsholer Damm bestritt Götz nochmals 16 Spiele in der zweiten Liga (ein Tor) und beendete im Sommer 1980 seine Laufbahn als Profifußballer. Danach spielte er noch zwei Jahre in der Oberliga für den SV Atlas Delmenhorst, bevor er seine Karriere beim TSV Verden beendete.